# Діаріуш
Діа́ріуш (лат. diario — щоденний, пол. diariusz — щоденник, сімейна хроніка) — записи, зроблені певною особою про події свого зовнішнього та внутрішнього життя.
Характерною особливістю цих записів є їх хронологічність, дотримання плину подій (часом з перервами, обумовленими певними обставинами чи станом автора щоденника), а також суб'єктивність (мова — від першої особи, а тема — залежно від особистих інтересів автора). Щоденник, навіть якщо він написаний людиною далекою від літератури і мистецтва, може відбивати стиль епохи («Діаріуш» П. Орлика, «Щоденні записи» Я. Маркевича, «Криничар» М. Дочинця та інші).
Письменницькі щоденники є безцінним джерелом для літературознавців, учених, які займаються психологією творчості. Форма щоденника може використовуватися як художній прийом, що надає творові особливої правдивості. Надзвичайно поширеною форма щоденника була в епохи сентименталізму й романтизму (дивись Щоденник).

## В Україні
Розрізняють службові та приватні діаріуші. Службові, як правило, містять ділові записи офіційного або напівофіційного характеру, наприклад, журнал гетьманської канцелярії Івана Скоропадського за 1722—1723 роки, журнал про поїздку гетьмана Данила Апостола до Москви 1728 року та інші. Приватні діаріуші мають вигляд щоденних ділових записів, як, наприклад, діаріуші Якова Марковича (1717—1767 роки), Миколи Ханенка (1719—1754 роки) тощо. Зазвичай вони писалися староукраїнською літературною мовою, близькою до офіційно-ділової, але з помітними елементами побутової лексики та спрощеним синтаксисом. Із середини XVIII століття помітно зростає вплив російської літературної мови, а з останньої чверті XVIII століття мова діаріушів, що дійшли до нашого часу, є майже повністю російською.